# Stikalo za izklop v sili
Stikalo za izklop v sili je stikalo, ki se uporablja kot varnostni ukrep za izklop električne naprave v izrednih razmerah (poškodba pri delu) in v primerih, pri katerih ni mogoče električne naprave izklopiti na običajen način.
Za razliko od običajnih stikal stikalo za izklop v sili izklopi električno napravo v celoti.
Narejen je tako, da je njegova uporaba zelo enostavna, v izrednih razmerah ga lahko uporabi tudi oseba, katere delo ni povezano z napravo. Stikalo za izklop v sili je nameščeno na dostopnem mestu, zato lahko prihaja do zlorabe stikala.
Stikalo za izklop v sili se uporablja kot zaščita pred poškodbami ali celo pred smrtjo.
Naprave z vgrajenim stikalom za izklop v sili so zato veliko bolj varne.
Uporaba stikala je zelo enostavna - s pritiskom na rdeči gumb (gobica), se naprava v celoti izklopi.
Prepoznavnost stikala: stikalo se nahaja na vidnem mestu naprave, je rdeče barve (oblika gobice) na rumeni podlagi.
Stikalo za izklop v sili uporabljamo v industriji, v napravah za prosti čas,tekmovalnih avtomobilih in motorjih

## Uporaba stikala v prevoznih sredstvih
V vozilih, kot so motorne sani (ski jet), je stikalo za izklop v sili izdelano tako, da je na vrvici priključek, ki je zataknjen v stikalo, drugi konec vrvice je pritrjen na voznika.
V primeru padca iz vozila se izvleče priključek iz stikala in vozilo se popolnoma izklopi.
V tekmovalnih vozilih (NASCAR) je stikalo za izklop v sili vgrajeno v pedale vozila (zavore, sklopka, plin).Stikalo za izklop v sili se vklopi, ko voznik izpusti vsa tri pedala.

## Uporaba stikala pri napravah za pretakanje vnetljivih tekočin
Pri napravah za pretakanje vnetljivih tekočin se prav tako uporablja stikalo za izklop v sili, deluje tako da izklopi vse črpalke iztočasno in stem prepreči dovod vnetljive tekočine.

## Uporaba stikala pri telovadnih pripomočkih
Pri telovadnih pripomočkih kot je tekalna steza se uporablja varnostni ključ, ki ga ima tekač zavezanega okoli pasu drugi del je zataknjen v stikalo za izklop v sili. V primeru padca ali izteka se tekalna steza v trenutku izklopi.